# 分権の会
分権の会（ぶんけんのかい）は、かつて奈良県香芝市に基盤を置き活動していた日本の政治団体（地域政党）。旧党名はなら分権の会。

## 概要
後に香芝市長となる吉田弘明や元民主党奈良県連職員の一谷みゆきを中心として結成。2012年6月の香芝市長選挙では、みんなの党の推薦を受けた吉田弘明が市長に当選した。
2013年3月の香芝市議会議員選挙において公認候補を3人擁立し、中川廣美、維新政治塾生の福岡憲宏が当選した。
吉田弘明当選後一谷みゆきが代表就任、2014年時点の代表は福岡憲宏。主な政策は地方分権の実現。地方における、主義主張を超えた団結。「地域の事は地域住民自らが決め、実行する」ことを重視する。2014年に「なら・分権の会」から分権の会に名称を変更。2017年4月30日に解散した。

## 役職

### 歴代代表一覧
| 代 | 代表       | 在任期間           | 備考                             |
| -- | ---------- | ------------------ | -------------------------------- |
| 1  | 吉田弘明   | 2011年 - 2012年6月 | 当時の党名は「なら・分権の会」。 |
| 2  | 一谷みゆき | 2012年6月 - 不明   |                                  |
| 3  | 福岡憲宏   | - 2017年4月30日    |                                  |

## 党勢

### 香芝市議会
| 選挙                       | 当選/候補者 | 定数 | 備考 |
| -------------------------- | ----------- | ---- | ---- |
| 平成25年香芝市議会議員選挙 | 2/3         | 16   |      |

## 所属政治家

### 香芝市長
- 吉田弘明 - 第5代
- 福岡憲宏 - 第6代

### 香芝市議会議員
- 中川廣美 - 元香芝市議会議長
- 筒井寛
- 池原道生

### 奈良県議会議員
- 尾崎充典
- 猪奥美里